# Michaela Polleres
Michaela Polleres (Ternitz, 15 de julio de 1997) es una deportista austríaca que compite en judo.
Participó en dos Juegos Olímpicos de Verano, obteniendo dos medallas, plata en Tokio 2020 y bronce en París 2024, ambas en la categoría de –70 kg. En los Juegos Europeos de Minsk 2019 consiguió una medalla de bronce en la prueba de equipo mixto.
Ganó dos medallas de bronce en el Campeonato Mundial de Judo, en los años 2021 y 2023, y una medalla de bronce en el Campeonato Europeo de Judo de 2018.
Fue la abanderada de Austria en la ceremonia de apertura de los Juegos Olímpicos de París 2024 junto con el piragüista Felix Oschmautz.

## Palmarés internacional
| Juegos Olímpicos   | Juegos Olímpicos    | Juegos Olímpicos  | Juegos Olímpicos |
| Año                | Lugar               | Medalla           | Categoría        |
| ------------------ | ------------------- | ----------------- | ---------------- |
| 2020               | Tokio (Japón)       | Medalla de plata  | –70 kg           |
| 2024               | París (Francia)     | Medalla de bronce | –70 kg           |
| Campeonato Mundial |                     |                   |                  |
| Año                | Lugar               | Medalla           | Categoría        |
| 2021               | Budapest (Hungría)  | Medalla de bronce | –70 kg           |
| 2023               | Doha (Catar)        | Medalla de bronce | –70 kg           |
| Juegos Europeos    |                     |                   |                  |
| Año                | Lugar               | Medalla           | Categoría        |
| 2019               | Minsk (Bielorrusia) | Medalla de bronce | Equipo mixto     |
| Campeonato Europeo |                     |                   |                  |
| Año                | Lugar               | Medalla           | Categoría        |
| 2018               | Tel Aviv (Israel)   | Medalla de bronce | –70 kg           |